# Andrea Toniato
Andrea Toniato (Cittadella, 27 febbraio 1991) è un ex nuotatore italiano.

## Biografia
Nato nel 1991 a Cittadella, in provincia di Padova, detiene 2 record giovanili italiani nei 50 e 100 m rana, nella categoria ragazzi 14 anni, con i tempi rispettivamente di 29"67 e 1'05"62. Nel 2015, inoltre, ha stabilito il record dei 50 m rana delle Universiadi con il crono di 27"06.
A 17 e 18 anni ha vinto un bronzo ai Mondiali giovanili, a Monterrey 2008, nei 50 m rana, e tre medaglie agli Europei giovanili: un bronzo nella staffetta 4x100 m misti a Belgrado 2008 e un argento nei 50 m rana e un oro nei 100 m rana a Praga 2009.
Ai campionati italiani ha vinto 21 medaglie: 5 ori (50 m rana agli invernali 2013, 100 m rana agli invernali 2013, 50 m rana agli estivi 2014, 50 m rana agli invernali 2014, 100 m rana agli invernali 2014), 5 argenti (50 m rana ai primaverili 2008, 50 m rana agli estivi 2009, 50 m rana ai primaverili 2010, 100 m rana agli estivi 2014, 100 m rana ai primaverili 2015) e 11 bronzi (100 m rana ai primaverili 2010, 50 m rana agli invernali 2010, 100 m rana ai primaverili 2011, 50 m rana agli invernali 2012, 4x100 m stile libero agli invernali 2012, 100 m rana ai primaverili 2013, 4x100 m stile libero ai primaverili 2013, 100 m rana ai primaverili 2014, 50 m rana ai primaverili 2015, 100 m rana ai primaverili 2017, 4x100 m misti ai primaverili 2017).
Ai Giochi del Mediterraneo di Mersin 2013 ha vinto due argenti, nei 50 m rana e 100 m rana, chiudendo dietro rispettivamente allo sloveno Damir Dugonjič e al connazionale Fabio Scozzoli, e un oro nella staffetta 4x100 m misti.
Nello stesso anno è stato argento nei 50 m rana all'Universiade di Kazan' 2013, terminando dietro al sudafricano di origini italiane Giulio Zorzi. Nella stessa competizione e nella stessa gara ha vinto un altro argento a Gwangju 2015, chiudendo dietro al serbo Čaba Silađi.
Ha preso parte a tre edizioni degli Europei: Budapest 2010, dove è uscito in batteria nei 50 m rana con il 24º tempo e nei 100 m rana con il 27º, Berlino 2014, dove è arrivato 5º nei 50 m rana, uscito in semifinale nei 100 m rana arrivando 7º, uscito in batteria con il 10º tempo nella staffetta 4x100 m misti e partecipato alle batterie dei staffetta mista 4x100 m misti e Londra 2016, dove è arrivato 8º nei 50 m rana, 4º nei 100 m rana e ha partecipato alla staffetta 4x100 m misti.
Nel 2015 ha partecipato ai Mondiali di Kazan', uscendo in semifinale con il 15º tempo (27"61) nei 50 m rana e in batteria con il 9º (3'34"59) nella staffetta 4x100 m misti.
Ha preso parte inoltre ai Mondiali in vasca corta di Doha 2014.
A 25 anni ha partecipato ai Giochi olimpici di Rio de Janeiro 2016, in due gare: 100 m rana, dove è uscito in batteria con il 22º tempo (1'00"45) e staffetta 4x100 m misti con Piero Codia, Luca Dotto e Simone Sabbioni, nella quale è arrivato 11º in batteria in 3'34"85, non qualificandosi alla finale (passavano i primi 8).

## Palmarès
- Giochi del Mediterraneo

Mersin 2013: oro nella 4x100m misti, argento nei 50m rana e nei 100m rana.
- Universiadi

Kazan 2013: argento nei 50m rana.
Gwangju 2015: argento nei 50m rana.
- Giochi mondiali militari

Wuhan 2019: bronzo nei 50 m rana.
Mungyeong 2015: bronzo nei 50 m rana.
- Mondiali giovanili

Monterrey 2008: bronzo nei 50m rana.
- Europei giovanili

Belgrado 2008: bronzo nella 4x100m misti.
Praga 2009: oro nei 100m rana e nella 4x100m misti, argento nei 50m rana.